# Gabriel Ramushwana
Gabriel Ramushwana (1 de julio de 1941 – 12 de enero de 2015) fue el jefe de Estado del bantustán sudafricano de Venda tras derrocar a Frank Ravele en 1990, manteniéndose en el cargo hasta 1994. Falleció de cáncer de colon a la edad de 73 años.